# AFC DWS in het seizoen 1966/67
Het seizoen 1966/1967 was het 13e jaar in het bestaan van de Amsterdamse betaaldvoetbalclub DWS. De club kwam uit in de Eredivisie en eindigde daarin op de achtste plaats. Tevens deed de club mee aan het toernooi om de KNVB Beker, hierin werd in de tweede ronde verloren van Ajax (1–7).

## Wedstrijdstatistieken

### Eredivisie
|       | ADO   | Ajax  | DOS   | Elinkwijk | Feijenoord | Fortuna '54 | Go Ahead | GVAV  | MVV   | NAC   | PSV   | Sittardia | Sparta | Telstar | FC Twente '65 | Willem II | Xerxes |
| ----- | ----- | ----- | ----- | --------- | ---------- | ----------- | -------- | ----- | ----- | ----- | ----- | --------- | ------ | ------- | ------------- | --------- | ------ |
| Thuis | 4 – 4 | 1 – 1 | 3 – 1 | 6 – 2     | 0 – 1      | 0 – 1       | 2 – 1    | 2 – 1 | 4 – 0 | 1 – 0 | 2 – 4 | 1 – 2     | 1 – 0  | 1 – 0   | 4 – 3         | 3 – 1     | 5 – 1  |
| Uit   | 1 – 0 | 5 – 0 | 2 – 2 | 1 – 0     | 3 – 2      | 4 – 0       | 1 – 0    | 0 – 0 | 0 – 0 | 4 – 4 | 2 – 1 | 1 – 1     | 1 – 0  | 0 – 0   | 0 – 2         | 1 – 3     | 2 – 1  |

### KNVB Beker
| 1e ronde                                       | DOS                                                                              | 2 – 3 (1 – 1) | DWS                                      |
| 2 april 1967 Plaats: Utrecht Galgenwaard       | Johan Plageman 4' Nico Hardeman 77'                                              |               | 42' Frans Geurtsen 50', 82' Piet Kruiver |
| 2e ronde                                       | Ajax                                                                             | 7 – 1 (2 – 1) | DWS                                      |
| 7 mei 1967 Plaats: Amsterdam Olympisch Stadion | Piet Keizer 9', 47' Johan Cruijff 25', 75' Sjaak Swart 54' Henk Groot 86' (pen.) |               | 4' Frans Geurtsen                        |

### International Football Cup
| Groepsfase                                                 | Atalanta                                                | 0 – 1 (0 – 1)    | DWS                                                 |
| 29 mei 1966 Plaats: Bergamo Stadio Atleti Azzurri d'Italia |                                                         | Wedstrijdverslag | 28' Michel van der Loop                             |
| Groepsfase                                                 | FC Grenchen                                             | 3 – 5 (2 – 3)    | DWS                                                 |
| 4 juni 1966 Plaats: Grenchen Stadion Brühl                 | Radivoje Ognjanović 38' Peter Güggi 44' Cäsar Fuchs 75' | Wedstrijdverslag | 32', 55', 87' Frans Geurtsen 35', 80' Mosje Temming |
| Groepsfase                                                 | DWS                                                     | 4 – 1 (4 – 0)    | RC Strasbourg                                       |
| 15 juni 1966 Plaats: Amsterdam Olympisch Stadion           | Frans Geurtsen 5', 17' Rob Rensenbrink 8' Huub Lenz 40' | Wedstrijdverslag | 70' Gilbert Heine                                   |
| Groepsfase                                                 | RC Strasbourg                                           | 1 – 2 (0 – 1)    | DWS                                                 |
| 18 juni 1966 Plaats: Straatsburg Stade de la Meinau        | Robert Szczepaniak 72'                                  | Wedstrijdverslag | 18' Rob Rensenbrink 59' Joop Burgers                |
| Groepsfase                                                 | DWS                                                     | 4 – 2 (1 – 1)    | FC Grenchen                                         |
| 25 juni 1966 Plaats: Amsterdam Olympisch Stadion           | Piet Kruiver 26', 54', 57', 64'                         | Wedstrijdverslag | 19', 75' Rolf Obrecht                               |
| Groepsfase                                                 | DWS                                                     | 1 – 0 (1 – 0)    | Atalanta                                            |
| 2 juli 1966 Plaats: Amsterdam Olympisch Stadion            | Piet van den Berg 43'                                   | Wedstrijdverslag |                                                     |
| Kwartfinale                                                | DWS                                                     | 2 – 2 (1 – 2)    | Zagłębie Sosnowiec                                  |
| 14 september 1966 Plaats: Amsterdam Olympisch Stadion      | Frans Geurtsen 2' (pen.) Piet Kruiver 51'               | Wedstrijdverslag | 2' Eugeniusz Szmidt 15' (pen.) Józef Gałeczka       |
| Kwartfinale                                                | Zagłębie Sosnowiec                                      | 3 – 0 (1 – 0)    | DWS                                                 |
| 6 oktober 1966 Plaats: Sosnowiec Zagłębie Sports Park      | Władysław Gzel 21', 74' Jos Dijkstra 61' (e.d.)         | Wedstrijdverslag |                                                     |

### Jaarbeursstedenbeker
| 2e ronde                                            | DWS                                                               | 1 – 3 (0 – 2)    | Leeds United FC                                             |
| 18 oktober 1966 Plaats: Amsterdam Olympisch Stadion | Piet Boogaard 90'                                                 | Wedstrijdverslag | 11' Billy Bremner 22' Albert Johanneson 49' Jimmy Greenhoff |
| 2e ronde                                            | Leeds United FC                                                   | 5 – 1 (3 – 0)    | DWS                                                         |
| 26 oktober 1966 Plaats: Leeds Elland Road           | Albert Johanneson 20', 33', 75' Johnny Giles 42' Paul Madeley 61' | Wedstrijdverslag | 55' Frans Geurtsen                                          |

## Statistieken DWS 1966/1967

### Eindstand DWS in de Nederlandse Eredivisie 1966 / 1967
| Stand | Gespeeld | Gewonnen | Gelijk | Verloren | Punten | Doelpunten voor | Doelpunten tegen |
| ----- | -------- | -------- | ------ | -------- | ------ | --------------- | ---------------- |
| 8e    | 34       | 13       | 8      | 13       | 34     | 56              | 51               |

### Topscorers
| #                    | Naam                | Goal |
| -------------------- | ------------------- | ---- |
| 1.                   | Piet Kruiver        | 15   |
| 2.                   | Frans Geurtsen      | 11   |
| 3.                   | Pim Waaijenberg     | 9    |
| 4.                   | Jos Vonhof          | 5    |
| 5.                   | Rob Rensenbrink     | 4    |
| 6.                   | Frits Flinkevleugel | 3    |
| 7.                   | Piet van den Berg   | 2    |
| 7.                   | Joop Burgers        | 2    |
| 9.                   | Piet Boogaard       | 1    |
| 9.                   | Tonnie Nieuwenhuys  | 1    |
| 9.                   | Wim Riechelman      | 1    |
| Onbekende doelpunten |                     |      |
| –                    | Onbekend            | 2    |
| Totaal               | Totaal              | 56   |

| #      | Naam           | Goal |
| ------ | -------------- | ---- |
| 1.     | Frans Geurtsen | 2    |
| 1.     | Piet Kruiver   | 2    |
| Totaal | Totaal         | 4    |

| #      | Naam                | Goal |
| ------ | ------------------- | ---- |
| 1.     | Frans Geurtsen      | 6    |
| 2.     | Piet Kruiver        | 5    |
| 3.     | Rob Rensenbrink     | 2    |
| 3.     | Mosje Temming       | 2    |
| 5.     | Piet van den Berg   | 1    |
| 5.     | Joop Burgers        | 1    |
| 5.     | Huub Lenz           | 1    |
| 5.     | Michel van der Loop | 1    |
| Totaal | Totaal              | 19   |

| #      | Naam           | Goal |
| ------ | -------------- | ---- |
| 1.     | Piet Boogaard  | 1    |
| 1.     | Frans Geurtsen | 1    |
| Totaal | Totaal         | 2    |

## Voetnoten
ADO ·
Ajax ·
DOS ·
DWS ·
Elinkwijk ·
Feijenoord ·
Fortuna '54 ·
Go Ahead ·
GVAV ·
MVV ·
NAC ·
PSV ·
Sittardia ·
Sparta ·
Telstar ·
FC Twente '65 ·
Willem II ·
Xerxes